# La Unión (Nuevo México)
La Unión es un lugar designado por el censo ubicado en el condado de Doña Ana en el estado estadounidense de Nuevo México. En el Censo de 2010 tenía una población de 1106 habitantes y una densidad poblacional de 103,07 personas por km².

## Geografía
La Unión se encuentra ubicado en las coordenadas 31°57′3″N 106°39′44″O / 31.95083, -106.66222. Según la Oficina del Censo de los Estados Unidos, La Unión tiene una superficie total de 10.73 km², de la cual 10.73 km² corresponden a tierra firme y (0%) 0 km² es agua.

## Demografía
Según el censo de 2010, había 1106 personas residiendo en La Unión. La densidad de población era de 103,07 hab./km². De los 1106 habitantes, La Unión estaba compuesto por el 80.38% blancos, el 0.09% eran afroamericanos, el 1.27% eran amerindios, el 0% eran asiáticos, el 0% eran isleños del Pacífico, el 16.46% eran de otras razas y el 1.81% pertenecían a dos o más razas. Del total de la población el 89.87% eran hispanos o latinos de cualquier raza.